# 失格紋の最強賢者
『失格紋の最強賢者』（しっかくもんのさいきょうけんじゃ）は、進行諸島による日本のライトノベルおよびそれを原作とするメディアミックス作品。イラストは風花風花。サブタイトルは「〜世界最強の賢者が更に強くなるために転生しました〜」。略称は「失格紋」。
小説投稿サイト「小説家になろう」で連載中に2017年5月に書籍化された後、肝匠&馮昊（Friendly Land）の作画により、『マンガUP!』（スクウェア・エニックス）にて 同年6月よりコミカライズされている。また、派生作品として、主人公の前世を描く『殲滅魔導の最強賢者』が2020年9月より書籍化ならびにコミカライズされている。テレビアニメが2022年1月から3月まで放送された。
「小説家になろう」では、日間・週間・月間・四半期ランキングにて1位を獲得している。2024年7月時点でシリーズ累計部数は700万部を突破している。

## あらすじ
とある世界に魔法戦闘を極め、賢者とまで呼ばれた者がいた。賢者ことガイアスは最強の戦術を求め、世界に存在するあらゆる魔法や戦術を研究し尽くしたが、まだ倒せない強い敵はいると感じ、最終的に導き出された結論は「自分の紋章は魔法戦闘に向かない」という、あまりにも残酷なものであった。
これ以上の成長は望めないと悟ったガイアスは転生魔法を発動し、数千年後にヒルデスハイマー準男爵家の三男・マティアス＝ヒルデスハイマーとして転生を果たす。
6歳の誕生日を迎えたマティアスは前世・ガイアスの記憶と知識を取り戻すが、そこで見たものは変わり果てた世界と、信じられないまでに低レベルな魔法理論だった。

## 登場人物
声の項は特筆のない限り、テレビアニメ版の声優。紋章が不明な場合、保有する紋章については記載しない。

### 主要人物
マティアス＝ヒルデスハイマー
声 - 玉城仁菜
本作の主人公。ヒルデスハイマー準男爵家の三男。紋章は失格紋と呼ばれる第四紋。愛称はマティ。
大昔、賢者とまで称された古代の魔術師ガイアスが、自身の持つ第一紋ではこれ以上の成長が出来ないと判断し、独自に作った転生魔法を用いて転生した。ガイアスは第四紋を手に入れるまで何度か転生を繰り返す覚悟でいたが、一発目で引き当てた。
6歳の誕生日にガイアスとしての記憶を取り戻してからは、宇宙に住まうといわれるとても強力な魔物と戦うために日々研鑽を重ねている。
現代ではほとんど消滅してしまった技術や魔法理論を持っているため、初見の相手が彼の技術を目の当たりにしてとても困惑するのが一種のお約束となっている。
12歳になったある日、父・カストルからの薦めで王立第二学園の入学試験を挑み、主席かつ特待生枠で合格する。
王立第二学園校長のエデュアルトから、現在の魔法理論の間違いだらけの常識と第二学園が存亡の危機に立たされている事実を聞き、規格外の実力を見込まれ正しい魔法理論の普及への協力を要請される。
これを受け、第二学園の教員らと共に魔法理論の復興に着手することとなった。正しい魔法知識や理論がある程度エイス王国に定着したら学園を辞めるつもりでいたが、校長に引き留められ、学園側は名前だけでもマティアスが在籍していてくれればマティアスの実績を盾に無詠唱魔法教育などの方針を推し進めやすいこと、マティアス側は国王ともパイプがある学園に籍を置いておくことで便宜を図ってもらいやすくなるというお互いのメリットにより、授業への出席義務が免除される「特殊特待生」という形で籍を残すことになった。
戦闘狂かつ脳筋な一面があり、強ければ大抵の問題は解決すると考えている。また恨み深く、敵意を持った相手には容赦しない性格であり、例えば仲間のルリイとアルマ（ただしアルマはほぼ関係ない様子）を化け物呼ばわりした王立第一学園校長フェイカスにはこっそり『毛根死滅』の魔法を使って髪の毛を翌日に全滅させている。一方、色々と面倒見がよく、戦闘面でも味方が失敗した時の備えをちゃんとするなどしている。
ガイアスとして生きていた時代に、戯れに製作した武器や施設がいくつか存在しており、現代ではどれも破格の性能を誇っているが、マティアス自身は納得はしていない。逆に言うと、マティアスも自信作と言えるほどの性能を持つ武器などは、ほとんどが起動方法不明・起動に必要な魔力が足りないなどを理由に現代人には使い方さえ分からないものばかりである。
自身がガイアスの生まれ変わりであるということは基本的に周囲に明かしていない。単純に信じて貰えないから言わないという理由の他、魂に干渉する魔法は宗教上の問題で目を付けられる可能性があるという理由で隠しており、自身がガイアスの生まれ変わりであることを明かしているのはイリスとグレヴィル、死亡する間際のザドキルギアスに対してのみである。
ルリイ＝アーベントロート
声 - 鈴代紗弓
マティアスのパーティメンバー。礼儀正しい金髪の美少女。紋章は昔ガイアス、つまりマティアスが最も嫌った栄光紋と呼ばれる第一紋。
アルマとは、マティアスに出会う前から親友になっている。
一流の魔法付与師になるべく、第二学園に入学した。魔法付与師に強い憧れを持っており、「付与が出来るなら戦闘が出来なくても構わない」とまで断言している。
入学試験の前日、自身の持つ剣が折れてしまい代わりの剣を探して鍛冶屋を探し回っていたところで、ついに最後の鍛冶屋でマティアスと出会う。
マティアスに入学試験用の剣の二重付与魔法をしてもらい、入学試験を次席で合格する。その素質を見込まれ、マティアスのパーティに加わった。
付与技術については、前世で栄光紋を極めたマティアスが見ても時折感心するほどの呑み込みの早さを見せる。
現在は、マティアスから武器の作り方や付与魔法用の魔法陣の書き方などを教わっており、アルマの矢の作成などパーティ内で補助的な役割を担っているが、アーベントロート家の剣技や無詠唱の攻撃魔法も使えるので、単独でもそれなりには戦える。
マティアスを異性として意識しているのか、初対面時に婚約者や彼氏がいないことをアピールしたり、時折心配してマティアスの手などを握っては赤面している。
若干胸が小さいことを気にしているようで、アンモール兄弟が残していた人体改造用の魔道具で大きく出来ると期待したが、マティアスの「今のままでいいと思うぞ」の一言でやめている。
アルマ＝レプシウス
声 - 白石晴香
マティアスのパーティメンバー。小貴族の三女で銀髪のボクっ娘。紋章は常魔紋と呼ばれる第二紋。
ルリイの親友であり、ルリイの為に新しい剣を探していたところでマティアスと出会う。
勘が鋭いらしく、ルリイも絶対の信頼を寄せている。ルリイと共に第二学園の入学試験に参加し、8位の成績で合格した。
ルリイがマティアスのパーティに加わる際に、ルリイについていく形でパーティに加わる。
その際、マティアスから常魔紋は弓との相性がいいことを聞かされ、弓使いに転向した（元々は弓使いだったのだが、周りに矯正され一度剣士に転向していた）。
現在は、マティアスから弓矢用の魔法を教わっており、戦闘ではマティアスの攻撃が届かない中・遠距離の敵への攻撃を引き受けている。
ルリイと同じ年頃の少女だがこちらはマティアスを異性として意識している様子はなく、手が触れて赤面するルリイやマティアスを冷やかしたりしている。
マティアスが起こす常識を超えた現象へのツッコミ役でもある。
料理が下手。
イリス
声 - 井澤詩織
マティアスのパーティメンバー。黒い鱗のドラゴンで竜の中でも格段に強い暗黒竜イリスと呼ばれていた。人間へ変身すると赤髪の少女のような姿になる。人間ではないため紋章は持っていないが、マティアスが偽装として常魔紋を貼り付けている。性格は悪戯好きの天然。
エイス王国付近の山に住んでいたが、数千km離れた場所に潜伏する魔族・エルハルトを討伐しに行くための「足」を必要としたマティアスらが訪ね、協力を依頼される。
生前のガイアスと直接の面識がある数少ない存在であり、初対面こそ攻撃的だったが、マティアスがガイアスの生まれ変わりだと知るとガイアスへのトラウマから彼に土下座している。ガイアスが生前の時代に竜の大半を滅ぼしたのは竜族がガイアスに喧嘩を売ったからだが、当時から竜の仲間からも「変わり者」と言われていたイリスはそれにあまり乗り気でなく、一応仲間に合わせてガイアスに喧嘩を売ったものの、序盤にすぐ降参していたため、結果的に見逃された。
5000年ほど前（ガイアスが転生した少し後）に起きた魔素融合炉の暴発事故の影響で翼がボロボロになって飛べなくなっており、それに伴って魔力回路も大きく損傷して全盛期の力も失われていたが、マティアスの協力で最低限飛べるまでには回復した。ただし、失格紋であるマティアスの治療では応急処置しかできず、完全に治すには栄光紋でなおかつ目覚ましい才能を持つルリィがあと20年は修行して何とか、というほど待たなければならないとマティアスに説明されたが、元が何千年も生きる竜だからか、「寝てればすぐ」と素直に喜んでいる。
エルハルト討伐後、マティアスらと共に行動しながら翼を少しずつ再生してもらうためにマティアスのパーティに迎えられ、人間に変身して第二学園に編入した。
人里から離れて生活していたため、人間の常識や知識には疎い。ガイアスやロイターの行動を間近で見てきたため、人間界での行動もガイアス、ロイター基準で判断しており、それが原因での一見非常識な行動も目立つ。魔法もブレスなどのドラゴンが使用する魔法以外は使えない。反面、単純な身体能力や魔力の保有量はマティアスよりも上で、その防御力は生半可なことでは体に傷一つつかない。翼が損傷している影響で細かい魔力の制御に難があり、魔法のコントロール不能や威力過剰で周囲に迷惑をかけることも多い。その膨大な魔力で面倒が引き起こされることを危惧して、普段はマティアスが魔法で遮断して隠蔽している。
食欲も竜の姿の時のままらしく、次の目的地に出発する時は大抵巨大なリュックに食料を大量に詰め込んでいるのだが、すぐに食べ尽くしてしまう。そのため漫画版では、常に空腹状態で戦闘中以外は大半のコマで口からよだれが垂れているか、何かを食べている描写がなされている。
直径1mほどあるお金の袋を一晩で使いつくしてしまうほどの食欲のため、依頼達成や国王からの褒章などイリスに分配されているお金はほぼすべて食費で消費されているが、イリス自身は「なぜかお金が残らない」と無自覚である。あまりの食欲で店舗の食糧を買い占めてしまった結果、一部の店舗から出禁になっている。
辛い物とカナブンが苦手。
マティアスらに同行し始めた当初は人間の姿に慣れず不覚を取ったりすることが多かったが、訓練で克服。ところが話が進むにつれ自分が「人間に変身した暗黒竜」であることを忘れつつあり、マティアスに言われて思い出して「そういえばワタシ、竜に変身できるんでしたね！」などと言うギャグ描写が増えている。
パーティ内ではマティアスと共に前衛を務めている。使用する武器は槍。その強大な力からただ振るだけでも十分な攻撃力があること、普通の人間が使うような槍ではそもそも槍自体がすぐに破損してしまうことから、切れ味などより頑丈さを優先しているため、実質的には槍の形をした杭のような武器を用いる。
元々が膨大な魔力量を持つ竜であるため、マティアス達のようにレベルアップの恩恵があまりない。
目覚ましをよく叩き潰す。なので毎日店で買ったり、マティアスにもらったりしている。

### その他の生徒
エシル
第二学園の生徒。紋章は失格紋。
学園対抗戦の再試合で第二学園チーム5人のリーダーを務める。
マティアスから教えられた許可指定型小型結界魔法を用いて、第一学園生徒100人以上の詠唱魔法を弾き飛ばしつつ、無詠唱の身体強化魔法を使いながら金属棒を振り回し他の第二学園生徒と共に第一学園生徒に勝利する。
リーリア
声 - 佳原萌枝
第二学園の生徒。
王都大結界の制作の際、伝令役を務めルリイとアルマを魔族が出現するポイントがある北の森まで案内した。
二人が魔族を討伐する様子を目の当たりにして、非現実的な光景に正気を失いかける。
メイラート
第二学園の生徒。
王都近くの魔物大量発生に備えた第二学園生徒チームのリーダーをマティアスから任される。
マティアスのことをなぜか先生と呼んでいる。
魔物軍団の第一波は他の生徒と共に殲滅したが、第二波の強力な魔物には歯が立たずマティアスらに任せて結界が張られた王都まで撤退した。
レイシス、ギアース
声 - 竹田海渡（レイシス）、坂泰斗（ギアース）
第一学園の生徒。紋章は共に栄光紋。
第一学園の生徒代表としてデビリスと共に学園対抗戦に出場するが、ファイアアローの詠唱魔法を唱えてる最中にルリイとアルマの無詠唱魔法で放たれた魔法と矢を受け、開始5秒で敗北した。

### 学園関係者
エデュアルト
声 - 小山力也
王立第二学園の校長兼A組（マティアスやルリイらのクラス）の担任。鍛えられた肉体と顔の古傷が特徴。
実力主義を掲げており、生徒同士の教え合いも学園の校風に取り入れている。
詠唱魔法が蔓延している現在の世界において、無詠唱魔法の有用性に気付きそれを研究して世の中に示そうとする稀有な人物。
マティアスの桁違いの威力と性能を誇る無詠唱魔法に目を付け、彼の無詠唱魔法のやり方をすぐに授業に取り入れるなど柔軟性にも富んでいる。
エイス国王と親交があり、自身を介しての謁見はいくつかの手続きが省略される。
ルカス
声 - 古川慎
A組の副担任。さわやかな面持ちの男性。
入学試験で剣術の教官をやっていたが、ルリイの二重付与された魔剣（マティアスが付与した剣）に圧倒され、剣が折れて敗北した。
ルリイの剣と同じ付与がされた剣がベイスの鍛冶屋にあることを聞くと、試験をほっぽり出して買いに行った。
しかし、法外な金額（金貨1000枚）が設定されたために買うことができず、試験を無視して剣を買いに行ったことでエデュアルトからA組の副担任であることを紹介されたときは、鉄拳制裁に遭った。
ヤカト
第二学園の教員。眼鏡をかけた女性の魔法使い。
剣術の試験の記録員を務めていたが、ルーカスが試験の教官を途中で投げ出してしまい、剣術の教官ができず途方に暮れていた。
フェイカス
声 - 飛田展男
王立第一学園の校長。
ビフゲル以上のとてつもない栄光紋信者で第二学園を見下している。典型的な無能権力者。
マティアスが参戦した年の学園対抗戦に対し、「マティアスが化け物過ぎる」・「魔族が途中で現れた」などの理由（実質言い訳）を付け、再戦を要求する。
第一学園が完膚なきまでに第二学園に叩きのめされた対抗戦の後、マティアスの謀略に乗せられ、例え王命であろうと無詠唱魔法の普及に協力する意志がないことを断言した結果、それをエイス国王に聞かれ、国王の命に背く反逆者として処刑された。

### その他の登場人物
エイス＝グライア四世
声 - 堀内賢雄
エイス王国国王。
エデュアルトとは旧知の仲。魔族を倒した者には領地やお金、宝物庫の品を褒美として与えている。
マティアスから、国内で魔法の申し子と呼ばれていた魔族の介入によって魔法理論が間違った方向に進まされこのままでは人間は魔族に勝てないことを聞かされ、王立学園に無詠唱魔法の必修化を要請するなど無詠唱魔法の普及に協力する。
レイク＝ヒルデスハイマー
声 - 寺崎裕香（※ゲーム版）
ヒルデスハイマー準男爵家の長男。マティアスより9歳年上。紋章は常魔紋。
心優しい性格で、社会的に冷遇されている失格紋のマティアスにも普通に接する。ビフゲルが魔物に追い詰められた際は自ら囮を引き受けるなど責任感や勇気も強い。
将来は、魔法の力でヒルデスハイマー領で生活する人々の暮らしを豊かにしたいと考えている。
マティアスが前世の記憶を取り戻した当時の時点では、長男ではあるが栄光紋でないこと、栄光紋が有利になるような条件での魔法技術比較でビフゲルに劣っていた事から、次男のビフゲルが跡取りだと目されていたが、無能のビフゲルが跡取りになる事を危惧したマティアスが無詠唱魔法の基本の使い方を教えたことでビフゲルを凌駕する魔法（数百倍の威力）を使いこなせるようになり、領地一の魔法使いと評判になると共に、ヒルデスハイマー家の相続権を手に入れた。
剣技の腕も高く、カストル曰く騎士養成学校の入試を余裕で通るレベルとのこと。
ビフゲル＝ヒルデスハイマー
声 - 泊明日菜（※ゲーム版）
ヒルデスハイマー準男爵家の次男。マティアスより8歳年上。紋章は栄光紋。無能。
社会的に優遇される栄光紋を持っているせいか我儘で傲慢な性格。弟のマティアスを失格紋持ちであることを理由に家族の恥だと言い放っている（ただし、マティアスとの勝負に勝てたことは一度もない）。
自分勝手な発言や行動が多く、カストルも頭を悩ませていてマティアスからは毛嫌いされている。
兄弟の中で唯一の栄光紋持ちであることに加え、魔法技術でレイクを上回っていたためヒルデスハイマー家の次期領主候補だったが、無詠唱魔法の使い方を覚えたレイクに敗れ、次期領主の座を明け渡すことになった。
マティアスの回想では何かと大言壮語の無能であるかのように描かれるが、一応領地内の同年代の男子の中ではビフゲルは飛びぬけて強いらしい。
後に王命の一環として男爵の爵位を与えられてヒルデスハイマー領の近くに訪れたマティアスと遭遇し、準男爵である自身の父よりも爵位が上のマティアスに向かって暴言を吐き、同行していた騎士に処刑を提言されるが、マティアスからは無視されたため結果的に命を助けられている。
カストル＝ヒルデスハイマー
声 - 上田燿司（※ゲーム版）
ヒルデスハイマー準男爵家現当主でレイク・ビフゲル・マティアスの父。紋章は小魔紋。
剣術の指導をしており、マティアスから見ても剣の腕は超一流で、魔法を使っていないにもかかわらず、無詠唱の身体強化魔法を自力で覚えたレイクにも7割の勝率を誇る。騎士団長としばらく競れるくらい強い。
王立第二学園の卒業生であり、家の貯えが少ないためマティアスに自身が昔実践した第二学園に特待生で入るための方法を教えたが、その方法は完全に脳筋。剣術の試験官に勝ち、さらに追加でやってきた試験官をも倒すというもので、筆記と実技の両方がある試験のうち筆記を捨てて実技で20点取るという方法を教えた。この20点は、ギリギリ合格できるラインだという。
ベイス
声 - 間宮康弘
マティアスがルリイやアルマと出会った鍛冶屋の店主。
剣への付与魔法は下手だが、作成した剣の完成度は高い（マティアス曰く最初に見た他の店の剣の10倍の値段を出してもよいレベルとのこと）。
ルリイの魔剣を作る際にマティアスの付与魔法を見て、マティアスに金貨1000枚で二重付与が施された魔剣を作らせた。
ちなみにその魔剣は、後日なぜかエイス王国の宝物庫に置かれていた。
ガイル
声 - 小林親弘
エイス王国の騎士団長。
入学試験でルーカスが剣術の試験をほっぽり出した際、代わりに剣術の試験の教官を務めた。
カストルのことを知っているようで、自身を圧倒したマティアスをカストル以上の化け物と評し、マティアスを特待生に推薦した。
ギルアス
声 - 松岡禎丞
フレディア領ギルドのSランク冒険者。紋章は失格紋。
実力は凄まじいが、戦闘狂でそれ以外のことをやりたがらないため評判が悪い。本人はギルドの昇格試験などには興味がなく一切受けていないが、強力な魔物を討伐していたらいつの間にかSランクに勝手に上げられていたとのこと。
SランクなのでAランクの昇格試験の試験官をギルドから依頼され渋々引き受けている事があるが、以前のAランク昇格試験では受験者全員を無条件で不合格にしている。マティアスらのAランク昇格試験の試験官を担当した際、元々エイス王国からの噂があったのに加え、マティアスらを見て一目で実力を見抜き、自分から試験管を名乗り出て、無条件でマティアス以外を合格にする。肝心のマティアスにはすぐには合格を言い渡さなかったが、それは試験の場を利用して自分がマティアスと戦う口実にしたいがためにそうしたまでである。
「自分は魔法が使えない」と自称しているが、実は無意識に無詠唱魔法を使っており、マティアスと戦うまで戦闘で負けたことは一度もなかった。魔法を意識しないで使うことは原則あり得ないことであり、片鱗でも無意識に魔法を発動している時点でまぎれもない天才だ、とマティアスに言わしめる。
マティアスとの一戦の後、マティアスから無意識のうちに使っている無詠唱魔法を自覚して使いこなせる様になれば数段強くなれることを教えられ、無詠唱魔法の使い方が記された教科書（マティアスの監修による教科書）を受け取ったが、文字を読むと頭痛がするため、近くにいた別の冒険者に読んでもらっていた。
マティアスを追ってフォルキアに辿り着く間に「斬鉄」の派生技である「反動斬鉄」を習得し、フォルキアにて暗躍していた魔族の一人をボロボロになったもののなんとか討伐した。
その後、フォルキアの混乱を収めるため、Sランク冒険者が有事の際に指導者を失った組織などの代行ができる法律「緊急事態指揮法」を利用して一時的に領主代理に就任し、マティアスたちの目的だった「フォルキア領規制区域への立ち入り許可証」を発行させた後、マティアスたちが1日働いた工場長だった男に領主代行を任命した。

### 魔族
デビリス
声 - 岡本信彦
第一学園の生徒に扮していた魔族。紋章は栄光紋（偽物）。
マティアスが参加した学園対抗戦に第一学園代表のリーダーとして出場したが、マティアスに討伐された。
戦いの途中、人間の姿に偽装する魔法をマティアスに破壊され、魔族が人間のふりをして社会に潜んでいたことが公になった。
アシュリル、デシリル
声 - 小西克幸（アシュリル）、江口拓也（デシリル）
無詠唱魔法を普及し始めていた第二学園を潰すために現れた2人組の魔族。この2人の間ではアシュリルの方が強く立場も上。
アシュリルは、元々エイス王国で魔法学者・エリシスとして活動していたがデビリスの一件で他の魔法の申し子と共に姿を消していた。
マティアスの制御球と剣技に魔法も剣も圧倒されていたが、何とか制御球を大規模魔法で破壊。逃亡のために大量の魔力を使用しようとしたが、それをマティアスに先読みされマティアスの閉塞球により、自身の魔力を暴発させられ焼死した。
デシリルは、ルリイが移動を阻害する効果を付与した矢を使うアルマにずっと足止めされ、最終的に駆けつけたマティアスに討伐された。
エルハルト
声 - 松風雅也
エイス王国で魔法師団長として活動していた魔族。アシュリル同様、行方をくらませていた。
国王の謁見の間に入ったことがあり、そこに設置型の盗聴魔法を仕掛けてエイス王国の動向を探っていた。
マティアスに盗聴魔法を見破られた際に居場所を逆探知される。
思い込みが激しい一面があり、マティアスがアルマに攻撃を任せてる理由を「偽物だから自分を倒す実力がない」という的外れな理論を展開した。
アルマの毒の矢を受け続けて動きが鈍くなったところを凶化という能力で対応するが、最終的にはマティアスの罠で大量の魔法の毒を浴びて毒殺された。
エイリアス
声 - 日野聡
エルハルトと共にいた霧の魔族。
霧化して攻撃を受け付けなくなった上で、同じ霧化の術をマティアスにかけようとした（霧の魔族以外が霧化すると元に戻れなくなるため実質的な即死魔法となる）が、マティアスが魔石を砕いて意図的に魔力災害を起こしたことにより、魔力が強化された代わりに強制的に実体化させられた。
実力はエルハルトより数段上。一度はマティアスの左腕を切り落とすも、それは彼が魔力を分析するための作戦であり次第に動きを見切られるようになる。
魔法も無効化されるようになって追い詰められたところで、マティアスに周囲の魔力を強制的に吸収させられて制御しきれなくなり、爆散した。
ベルリアス
第二学園の上空に現れた魔族。【炎弾の豪雨】攻撃を結界魔法に阻まれ、防御を貫く魔法陣が付与されたアルマの矢を受け、墜落したところを学園生たちによって討伐された。
ザリディアス
声 - 子安武人
封印が解けて蘇った混沌の魔族（ガイアスがいた時代の魔族）。迷宮都市メルキアやフォルキアでの陰謀の黒幕でもある。王都に現れてマティアスの心臓を貫くが、王宮の宝物庫から持ち出された魔剣の力によって蘇生した彼に、返り討ちにされた。
ザドキルギアス
ザリディアスと同じく混沌の魔族。ただし、こちらは封印されていたのではなく、マティアスと同じように転生魔法を使用して生まれ変わっている。マティアスが「最悪」として最も警戒する相手であり、前世のマティアス＝ガイアスがまだ若かった頃に戦って倒したが、単独でいくつもの国を滅亡させ、ガイアスが戦った時もあらゆる手を使いつくしても倒せず、ほぼザドキルギアス専用に等しい魔法「共振剣」を使うことにより、ようやく倒すことに成功した。
ガイアスをして最悪と言わしめたが、その身体能力や魔力は魔族の中では平均レベルである。ザドキルギアスが強いのは、圧倒的な身体能力と魔力をもって生まれるがゆえに技術を磨こうとしない魔族において、魔法技術や戦闘技術を徹底的に磨き抜いた異端だからである。若かったガイアスは辛うじて討伐に成功したものの、その後の研鑽はザドキルギアスの戦闘技術を参考にした部分が大きい。

### 前世の世界の人物
ガイアス
声 - 小野大輔
マティアスの前世。紋章は第一紋（のちの栄光紋）。
魔法戦闘に不向きな第一紋持ちでありながら、千年以上の時を生き賢者や戦神と称されるほどの圧倒的な力を持つに至った。
しかし、本人は現状の強さに満足しておらず、新たな戦術や魔法の開発・魔剣や魔道具の作成・紋章の書き換えなど更なる強さを目指してあらゆる研究を進めたが、以前自身が封印した神滅の巨龍との戦いを経て、自身の成長の限界を悟り、やがて来るであろう宇宙にいる更なる強敵に対して、どう足掻いても力不足になると考えた。
それ故に、魔法戦闘に最も不向きな第一紋を捨て、もっと魔法戦闘に適した肉体を手に入れることと、ぼっちで共に戦える仲間がいなかったことも改善できることを願い、独自に編み出していた転生魔法を発動して数千年後にマティアスとして生まれ変わった。
現在の世界では、魔術の神として信仰されている他、自身の開発した魔剣や魔道具が遺産として時折各地で出土しているが、どれもガイアスとしては中途半端な出来であったり、なぜそんな機能を付けたのか覚えていなかったりするものがほとんどである。逆に言うと、ガイアス自身も信頼する性能をしているような物品はそもそも発掘されていないか、されていても用途すら分からずに放置されている。
また、魔族の中にはマティアスが彼の生まれ変わりだと疑う者もいるが確証は得られていない（単純に「ガイアスは過去の存在だ」と生まれ変わり自体を信じていない者の他、「ガイアスだったらとっくに自分は死んでいる」と実力が及んでいないことを根拠にする者もいる）。
ロイター
ガイアスの数少ない友人の1人で剣士。ガイアス曰く、剣術バカで自分の次に強い人間。
現在の世界では、剣術の神として信仰されており、自身の名を冠した剣術学が存在している。
学園の試験にもロイターの剣術論に関する問題が出題されており、マティアスは「昔ロイターが語ってた内容」をそのまま書いたところパーフェクトに近い点数を貰っているため、剣術論は魔法理論と違って後世まで正確に伝わっている模様。
意外と書類仕事が得意であり、報告書を書く際に「上の人間に好まれやすいように」分かり切った内容を無駄に難しい文章でクドクドと書く事も得意。
グレヴィル
古代文明時代の国王。壊星の影響で現世に復活したが、無詠唱魔法が廃れて詠唱魔法の間違った普及が進んでいる現代の有様に危機感を覚え、自身を魔族と偽って戦争をしかけ、人類の実力者にあえて討たれることで英雄を作り、英雄になったことで発言力を持った人物に無詠唱魔法を広めてもらおうという計画を立てる。
しかしいざ討伐にきた人類の実力者がガイアスの生まれ変わりのマティアスであったこと、マティアスの手によって無詠唱魔法の普及が既に始まっていることを知らされ、戦いを止めて降参。その後はマティアスの提案により、王立第二学園の教師に転ずる。
そこらの下級魔族は圧倒して力で従えてしまうほどの戦闘力を持つが、ガイアス（マティアス）からすれば才能がある人物ではなく、ひたすら努力の積み重ねで強くなったタイプの人物。また、王家に課せられた何らかの制約によって直接戦って相手を殺す事やそのための武器を生産する事などはできないらしく、教師に甘んじている。教師となってからは魔法の実力そのものだけではなく教え方も非常に上手く分かりやすいと人気になっている。また、「防衛のための設備を作ること」程度であれば調子のいい日なら制約下でも何とかできるようで、たまに第二学園の防衛設備の建造を手伝っている。

## 用語

### 紋章
全ての人間が持つ魔法の性質を決定する因子。手の甲に刻まれており、紋章の形によって4種類に大別されるが、マティアスと一時的に蘇生したガイアスが融合した際、紋章が混ざって一時的に変化した謎の紋章も存在する。
人間だけが持つもので、竜や魔族など人間以外の生物は魔法を使うものであっても紋章は持っていない。
栄光紋（第一紋）
武具の生産や魔法効果の付与など戦闘のサポートを得意とする紋章で、この紋章以外で道具の作成をすると、栄光紋持ちが作ったものに比べ完成度に大きな差が出る。
反面、戦闘力は4つの紋章の中で一番劣る。まともな訓練をしていない状態で比較すれば栄光紋が一番強いが、成長限界も低いためすぐに他の紋章に追い抜かれる。
ガイアスの時代では第一紋と呼ばれ、武具の修繕や弓使いが使う矢の現地生産、その他休息を取る時の結界用具の制作など、補助としてパーティに1人は必要だが、上記の通り戦力に数えられることはほぼ無いという扱いだったが、マティアスが生まれた時代の世界では術者の能力を反映しにくい詠唱魔法の影響および魔法理論そのものの退化による大幅なレベルダウンにより魔法戦闘に最も適した紋章だと誤解されており、名称のとおり世間的にも優遇されている。
これは思想やイメージによる差別に留まらず、王立学園では第一学園は栄光紋の生徒のみを入学させている他、国が定めた貴族の跡取り決定基準にも「栄光紋であること」でプラス点が入るよう定められているなど、明確に制度として栄光紋を優遇するようにできている。
常魔紋（第二紋）
威力特化型の紋章で、訓練すればするほど高火力の魔法を使いこなせるようになる。反面、連射性能は低い。
剣よりも弓との相性がよく、矢に魔法を乗せて放つことで貫通力や威力が増大する。
ガイアスの時代では第二紋と呼ばれていた。現在の世界ではごく普通の紋章扱い。
小魔紋（第三紋）
連射特化型の紋章で、訓練するとある程度の火力を持った魔法を連発できるようになる。掃討戦に向いている。
ガイアスの時代では第三紋と呼ばれていた。
現在の世界では、「王立第一学園の入学要件を満たさない」という点以外では失格紋のように明確に制度で差別されているわけではないが、連射性能に差が出ない詠唱魔法のせいでやや冷遇されている。
失格紋（第四紋）
常魔紋並の火力と小魔紋並の連射性能を併せ持つ戦闘に最も特化した紋章。反面、射程が他の紋章より極めて短いため剣術などの近接戦闘との併用が半ば前提となる。
短射程に限るならば結界魔法や探知魔法なども高精度に使いこなすことができる。
ガイアスの時代では第四紋と呼ばれており、戦闘では最強の紋章だったのだが現在の世界では名称のとおり、魔法を使えない者の烙印とされ、社会ではひどく冷遇されている。
この冷遇も栄光紋の優遇と同じようにイメージによる差別だけではなく、貴族の跡取り選定基準に失格紋であることで大幅なマイナス点が入る項目が存在することの他、王立学園入試試験の実技項目における的への魔法射撃では、明らかに失格紋の射程距離外になるような遠距離の的が定められている。
イリス曰く「ガイアスさんに一番持たせちゃいけない紋章」。
融合変化した紋章
ガイアスの第一紋とマティアスの第四紋が一時的に混ざって変化した謎の紋章。
アンモール兄弟の術式を利用し壊星の能力で一時的にガイアスを蘇生し、マティアスと融合した際に紋章が変化した物で、能力などは一切不明。
紋章は融合が解除された際に元に戻っている。

### 魔法関連
魔剣
魔法により効果が付与された状態の剣。付与する効果によって切れ味を上げるのは勿論、壁などの硬い物を砕いたりすることもできる。
剣に直接魔力を流し込む方法と剣にはめ込んだ魔法陣が刻まれた魔石に魔力を流し込む方法がある。
前者のやり方は剣を用意するだけで良いが、付与する効果によって流す魔法を変えなければならず、無理に魔法を込めすぎると剣が魔法に耐え切れず自壊する危険がある。
後者のやり方は手間がかかるが、魔法陣が魔法の性質変化を自動で行うためただ魔力を流し込むだけで付与の効果を得られ魔力の消耗も少ない。ただし、付与魔法が下手だと付与された効果が弱くなる。前述したように優れた栄光紋持ちの付与とそれ以外の付与では大きな差が出る。
ガイアスの時代では駆け出しの付与師でも3〜4つの付与は当たり前、熟練付与師ならば10以上の付与をゆうにしていたものが、現代では2つの付与がされているだけで国宝に数えられるレベルになっている。
剣自体に付与する魔法と、使用者が直接魔力を流し込んで付与する魔法は別であり、例えば斬鉄が付与されている魔剣を使ってさらに斬鉄を重ね掛けすることも可能。
剣が接触する瞬間に剣から魔力を放出して接触前にはじき返す「反射撃」という魔法の存在のため、前世の時代では剣への付与魔法は軽視されることもあった。
魔力
魔法の源になる力。生物であれば人間、魔族、野生の動物、モンスターいずれも等しく持っているほか、空気中にも微量だが存在する。
これを操って外部に放出して魔法を使うことは、よほどの飛びぬけた天才の例外でもない限り意識して行使しないとできないことだが、魔力自体は意図的に隠蔽しない限り誰でも若干垂れ流し状態になっているのが普通で、これが「受動探知」で探知される元となる。
高密度に圧縮されると下記の魔石になったり、魔力災害で爆発を起こす性質がある。
迷宮などでモンスターを倒すと、モンスターが体内に秘めていた魔力が拡散して辺りに散らばるが、この散らばった魔力の一部が倒した人物に還元されるため、戦闘技術の向上など以外にも、直接的に魔力や身体能力の向上に繋がる。マティアスは前世の時代に「あたりに散らばった魔力を効率的に、自身とそのパーティメンバーに集中するように指向性を持たせる」という効果のある魔道具のペンダントを開発している(が、前世の時代では開発した時点では十分に強かった上、ぼっちだったので使う機会が無かった)。
この魔力還元によるレベルアップだけを繰り返し過ぎると、魔力を制御する技術が伴わないまま保有魔力だけが育っていくことに繋がる。通常はそこまでレベルアップするにはモンスターを倒す実力が必要なのでそんなことはまず起きないが、お手軽モンスターハウス殲滅(後述)を繰り返すと陥る可能性があり、ルリィとアルマが一時的に陥りかけた。
魔石
主にモンスターを倒して体内から取り出すことで得られる、魔力そのものの結晶ともいうべき物質。
モンスターは必ず体内に持っており、外的な強化が加わっていたものでない限り、モンスター自身の強さと保持する魔石の大きさは比例する。イリスも体内にこれを所持しており、仮にイリスを殺して取り出した場合、エイス王国大結界の核にした60cmオーバーの巨大魔石をさらに上回る超巨大な魔石が採れるとされている。
魔道具作成において重要な部品であり、これ自体を魔力の発生源とする電池のような使い方も、使用者が魔力を流すことで特定の魔法陣に沿って魔法の効果を発揮するプログラムメモリのような使い方もできる他、砕けば結晶化していた分の膨大な魔力がその場にあふれ出す。
エンチャント
作中で主にアルマが使用する付与魔法。
単純魔力エンチャントは、矢に魔力を込めて放つ一番の基本魔法で普通に矢を撃つよりも数段威力が出る。
有線誘導エンチャントは、放った矢の軌道をある程度自在に変更できる。射線を意識する必要がなくなり複数発射して数本を囮にしたり、直線状に並んでいない複数の敵を同時に攻撃するなど有用性は広い。矢自体を弓無しで飛ばすのにも使えるが、普通に弓を使って単純魔力エンチャントをして撃つのに比べると効率は悪い。
特殊魔力エンチャントは、ある種の魔力の結晶である魔石を破壊して付与することで剣の威力を上げる。本人の魔力を大きく超えるエンチャントを行うことができるが、やりすぎると周囲に魔力が過飽和し、魔力災害が起こる危険がある。
魔力災害
空気中にも微量に含まれている魔力の濃度が、局地的に高くなりすぎることによって起こる災害。
生物の体内で制御されない高濃度の魔力はそのまま爆発などを起こすことがあり、上記の特殊魔力エンチャントの使い過ぎで起こった魔力災害の場合、辺り一面が更地になるほどの大爆発を起こすため、マティアスでも特殊魔力エンチャントは奥の手としており、あたりの魔力濃度を見ながら使用回数に上限を設けている。
副次的な効果として、その空間に霧化した霧の魔族が潜んでいる場合、魔力災害による爆発が起こる前に霧の魔族を強制的に実体化させる。その場合、爆発が起こるほどの高濃度の魔力をそのままその魔族に吸収させることになるため、霧化魔法が使えない者が霧の魔族に干渉できる唯一の方法ではあるが、その魔族を通常よりもパワーアップさせてしまうデメリットもある。
詠唱魔法と無詠唱魔法
詠唱魔法はその名の通り、特定の呪文を詠唱して発動する魔法。
効果に対しての魔力の変換効率が非常に悪く、ガイアスの時代ではすぐに理論を否定されたのだが魔族の介入によって現在の世界では魔法発動の常識になっており、人類の魔法衰退の大きな原因となっている。
無詠唱魔法はイメージによる魔力操作で発動する魔法。
ガイアスの時代では主流となっていた魔法発動の方法だが、現在では超高等技術として扱われていて物語序盤ではマティアス以外ほとんど誰も使えなかった。
探知魔法
主に受動探知・能動探知の2種類の他、マティアスのオリジナル魔法「完全探知」や、魔物に自身の存在を感知させて集める「強制探知」が存在する。
受動探知は、生物が自然に発している魔力を感じ取って相手の位置などを知る技術。慣れれば位置だけでなく行動や大まかな装備品なども判別可能。勝手に出ているものを受け取るだけなので、相手に「探知していること」がバレることは無いが、魔力隠蔽などの対策で防がれる。
能動探知はこちらから魔力を放って相手にぶつけ、跳ね返ってきたものを探知する技術。魔力を隠蔽していようがそこに実体が存在する限り必ず探知できるが、「探知していること」は確実に相手に察知される。
強制探知は、能動探知の「相手に察知されること」を利用して、わざと敵意を含んだ魔力を相手にぶつけることにより、魔力の感知を主として獲物を探す魔物に強く挑発することができる。マティアス曰く、「魔法とも呼べない代物」。
完全探知はマティアスがガイアスの時代に開発し、いつか失格紋を手に入れたら使おうと思っていた秘蔵の魔法。失格紋の魔法制御力をフル活用することにより、自身の周囲数メートルに限り、あらゆるものの情報を手に取るように分かるようにする魔法。魔力の消費は激しく、これを初めて実戦投入した時点のマティアスでは、全快から10分で魔力ゼロになる。
毛根死滅魔法・毛根再生魔法
かつてガイアスの時代、あまりにも非人道的だという理由で禁呪に指定された魔法。対象の毛根（主に頭髪）を死滅させ、一晩で強制的にハゲさせる恐怖の魔法。毛根再生の魔法が開発されたことで禁呪指定は解除され普通の魔法に成り下がった。死滅と再生は別にセットの魔法というわけではなく、本人の老化などによる自然な毛根の弱体化に対しても効果がある。
マティアスは第一学園校長・フェイカスに毛根死滅を、第二学園校長・エデュアルトに毛根再生を使用している。
魔法自体は特に複雑なものではないようで、上記の2人にかけた際はどちらも、マティアスは魔法陣などを展開することも無く、目標の頭をひと睨みする程度で魔法をかけ終わっている。
共振剣
剣に付与する魔法で、剣に「相手の骨に共振を起こす周波数の振動を付与する」というもの。性質上、この魔法が付与された剣に接触すると共振を防ぐ事はできず、物理的に回避するしかない。
魔力の燃費が悪い上に多大な集中力を必要とする割に、上位魔族レベルになると共振を起こしても骨にひびを入れる事すらできない…と使いどころのない魔法だが、身体強度は並魔族レベルでありながら極めて繊細で高度な戦闘技術を駆使するザドキルギアス相手の場合は、当たれば効果がある上、その効果で戦局が覆る可能性があるため、事実上の対ザドキルギアス専用の魔法。
魔法自体がガイアスが独自に開発したオリジナル魔法である上、このレベルでザドキルギアスと戦う人物はガイアスしかいなかったため、マティアスがこれを使った事でザドキルギアスはマティアスの事を「自分と同じ転生者か」と疑いを持った。
理外の術
マティアスらが住んでいる地上の魔法理論とは異なる物理法則の術の総称。死者蘇生、人間の魔族化・モンスター化、複数の人間の融合など既存の魔法では説明がつかない事象を引き起こす力を持つ。
地上には存在しない力であり、宇宙から稀に落ちてくる『壊星』の破片を媒介にしてのみその片鱗が見られる。

### その他
ダンジョン
魔物が恒久的に出現し続ける地下洞窟の総称。ガイアスの時代は迷宮の壁を破壊したりして魔石や迷宮粗鉱などの素材が集めやすいので、魔物との戦闘で自分の能力を高めながら一攫千金を狙うこともできたが、転生した時代では、迷宮の壁が破壊出来なくなっていた。
ただ、モンスターハウスや階層主出現など地上では見られない現象も起こるため、身の丈に合わない階層を攻略しようとすれば命を落とす危険もある。
こちらも魔族の影響で前世の時代より攻略が進んでおらず、迷宮粗鉱に至っては存在さえも忘れられていた。
なお、第二学園の地下にもエイスラート中迷宮というダンジョンが併設されている。
モンスターハウス
ダンジョン内で偶に出現する魔物の大量発生地点。魔石の素である魔素が過飽和状態になっている場所で、何らかの衝撃が加わると魔物が大量に出現する。
危険も大きいが上手く殲滅できれば大量のレベルアップを望める。前世の時代には出入口が1か所しかない閉所の小部屋にモンスターハウスが発生するような構造になった迷宮が存在しており、モンスターハウスのモンスターを閉じ込めたまま殲滅してお手軽レベルアップできる人気スポットとして賑わっていた。マティアスも、発動があまりにも遅く実戦では使えないがこの迷宮でのモンスターハウス殲滅には非常に役立つ「モンスターハウス殲滅の炎」というそのまんまな名前の魔法を持っている。ただ現代では、この迷宮自体は現存しているものの、肝心のスポットがある階層まで降りられてモンスターハウスを手早く殲滅できる火力を持つ冒険者がいなくなっていたためにがら空きだった。
迷宮粗鉱
迷宮の壁に存在する金属を含んだ原石。これから不純物を取り除くと素材となる金属を手に入れることができる。深い階層の物ほど貴重な金属を含んでいる。
かなり硬いもののいくつかの付与を施した剣やつるはしでなら掘ることが可能。しかし技術が退化し付与そのものが国宝レベルに貴重になっていたマティアスの時代では誰も壊すことができず、「迷宮の壁は壊せない物の代表格の一つ」という常識が横行していたため、ほとんど誰も存在を知らなかった。
階層主
ダンジョン内で偶に出現する階層に見合わない強さを持った魔物。出現の条件が不明なため、前世の時代でもパーティ全滅の最大要因であり畏怖の対象でもあった。
恐ろしいほどの強さを持っているが、倒すことができれば強力な魔石や素材を手に入れられる。
王立学園
エイス王国内に存在する学園。14歳から入学できる。栄光紋のみが入学可能で詠唱魔法の研究をしている第一学園と無詠唱魔法の研究をしている第二学園がある。
入学月の1か月後に初等部2年生までの3名がそれぞれ参加できる学園対抗戦が毎年行われている。
第二学園は、無詠唱魔法の研究が何一つ認められなかったことと魔法の申し子の存在で学園対抗戦に33連敗していることから第一学園に吸収合併されかかっていたが、マティアスらの活躍により阻止された。
魔族
黒い羽根と知性を持った人型に近い魔物の総称。基本的に人間に対して悪意しか持たないため、人類の敵と認識されている。
魔法に強い耐性を持っているため魔剣などの魔法を絡めた物理攻撃以外では大きなダメージを与えにくい。
ガイアスに絶滅寸前まで追い詰められたが、繁殖力が弱くマティアスの時代になっても数があまり増えていない。そのため人間のふりをして社会に溶け込み、魔法の知識などを間違った方向に進ませ、人間を少しずつ弱体化させる工作をしている。
エイス王国では、潜伏していた魔族5人は魔法の力が圧倒的なことから魔法の申し子と称されていた。
個の力が強い分集団で行動しない傾向があり、基本的に単独行動、協力することがあっても2〜3人程度で、群れをつくることはほぼ無い。エイス王国襲撃のような10人以上の集団は極めて稀。逆に言うとそのような集団で動いている魔族がいた場合、複数人の魔族が協力する程の大きな計画が動いているか、数段上の力を持って命令を出す上位魔族の存在があることになる。
通常の魔族の他、肉体を霧化させて魔力感知に引っかからずに空間に潜む能力を持つ霧の魔族、個々の力が劣る代わりに同族専用の通信能力を持ち集団戦闘を得意とする亜魔族（上記の「魔族は集団を作らない」という傾向が当てはまらないのも特徴）、足が遅い代わりに防御力が高い土の魔族（ただし、この魔族はガイアスの生きていた時代に於いて絶滅しており、壊星の影響で復活した五体もマティアスたちが討伐した）。また、マティアスが全力で戦っても正攻法では勝ち目がないほどの力を持った混沌の魔族（ガイアスの時代では破壊の魔族と呼ばれていた）という種族がいる。
羽の生えたトカゲ
ドラゴンに対する最大級の侮辱文句。王都大結界の核にするための魔石採取目的で召喚した巨大ドラゴンの魔物を挑発するために、マティアスがイリスに言わせた。言われたドラゴンの魔物は即座に激昂したが、言ったイリス本人は自分もドラゴンであるはずなのに実際に言うまで侮辱であることを忘れていた。
壊星
宇宙の魔物の死体の破片。「理外の術」を宿しており、一部が星に落ちるだけで壮大な影響を及ぼす。その影響で死んだ魔族やグレヴィルは蘇生した。

## 既刊一覧

### 小説
小説家になろうで連載されていた（現在は小説は削除済）。
- 進行諸島（著）・風花風花（イラスト） 『失格紋の最強賢者 〜世界最強の賢者が更に強くなるために転生しました〜』 SBクリエイティブ〈GAノベル〉、既刊21巻（2025年6月14日現在）
  1. 2017年5月31日初版第一刷発行（5月15日発売[8]）、ISBN 978-4-7973-9236-4
    - 「アニメ化記念限定小冊子付き特装版」2021年12月11日発売[26]、ISBN 978-4-8156-1375-4

  2. 2017年8月31日初版第一刷発行（8月15日発売[27]）、ISBN 978-4-7973-9328-6
  3. 2017年12月31日初版第一刷発行（12月15日発売[28]）、ISBN 978-4-7973-9438-2
  4. 2018年3月31日初版第一刷発行（3月15日発売[29]）、ISBN 978-4-7973-9588-4
  5. 2018年6月30日初版第一刷発行（6月15日発売[30]）、ISBN 978-4-7973-9696-6
  6. 2018年9月30日初版第一刷発行（9月15日発売[31]）、ISBN 978-4-7973-9816-8
  7. 2018年12月31日初版第一刷発行（12月15日発売[32]）、ISBN 978-4-7973-9990-5
  8. 2019年3月31日初版第一刷発行（3月15日発売[33]）、ISBN 978-4-7973-9991-2
  9. 2019年6月30日初版第一刷発行（6月15日発売[34]）、ISBN 978-4-8156-0128-7
  10. 2019年9月30日初版第一刷発行（9月13日発売[35]）、ISBN 978-4-8156-0130-0
  11. 2020年1月31日初版第一刷発行（1月11日発売[36]、ISBN 978-4-8156-0508-7
  12. 2020年5月31日初版第一刷発行（5月14日発売[37]）、ISBN 978-4-8156-0652-7
  13. 2021年3月31日初版第一刷発行（3月12日発売[38]）、ISBN 978-4-8156-0970-2
  14. 2022年1月31日初版第一刷発行（1月14日発売[39]）、ISBN 978-4-8156-1136-1
  15. 2022年3月31日初版第一刷発行（3月12日発売[40]）、ISBN 978-4-8156-1531-4
  16. 2022年12月31日初版第一刷発行（12月15日発売[41]）、ISBN 978-4-8156-1911-4
  17. 2023年5月31日初版第一刷発行（5月15日発売[42]）、ISBN 978-4-8156-2116-2
  18. 2023年9月30日初版第一刷発行（9月15日発売[43]）、ISBN 978-4-8156-2117-9
  19. 2024年7月31日初版第一刷発行（7月14日発売[44]）、ISBN 978-4-8156-2589-4
  20. 2024年7月31日初版第一刷発行（7月14日発売[45]）、ISBN 978-4-8156-2590-0
  21. 2025年6月30日初版第一刷発行（6月14日発売[46]）、ISBN 978-4-8156-2591-7
- 進行諸島（著）・風花風花（イラスト） 『殲滅魔導の最強賢者 無才の賢者、魔導を極め最強へ至る』 SBクリエイティブ〈GA文庫〉、既刊3巻（2024年3月15日現在）
  1. 2020年9月11日発売[47]、ISBN 978-4-8156-0744-9
  2. 2020年12月10日発売[48]、ISBN 978-4-8156-0832-3
  3. 2024年3月15日発売[49]、ISBN 978-4-8156-2472-9

### 漫画
『マンガUP!』で連載中（『ガンガンONLINE』でも遅れ連載あり）。巻末には小説版にはない原作者の書き下ろしショートストーリーが追加されている。
- 肝匠&馮昊（漫画）・進行諸島（原作）・風花風花（キャラクター原案） 『失格紋の最強賢者 〜世界最強の賢者が更に強くなるために転生しました〜』 スクウェア・エニックス〈ガンガンコミックスUP!〉、既刊31巻（2025年6月12日現在）
  1. 2017年12月13日初版発行（同日発売[50]）、ISBN 978-4-7575-5545-7
  2. 2018年3月13日初版発行（同日発売[51]）、ISBN 978-4-7575-5662-1
  3. 2018年6月13日初版発行（同日発売[52]）、ISBN 978-4-7575-5741-3
  4. 2018年9月13日初版発行（同日発売[53]）、ISBN 978-4-7575-5840-3
  5. 2018年12月13日初版発行（同日発売[54]）、ISBN 978-4-7575-5939-4
  6. 2019年3月13日初版発行（同日発売[55]）、ISBN 978-4-7575-6039-0
  7. 2019年6月12日初版発行（同日発売[56]）、ISBN 978-4-7575-6157-1
  8. 2019年9月12日初版発行（同日発売[57]）、ISBN 978-4-7575-6294-3
  9. 2019年12月12日初版発行（同日発売[58]）、ISBN 978-4-7575-6421-3
  10. 2020年3月12日初版発行（同日発売[59]）、ISBN 978-4-7575-6558-6
  11. 2020年6月12日初版発行（同日発売[60]）、ISBN 978-4-7575-6687-3
  12. 2020年9月12日初版発行（同日発売[61]）、ISBN 978-4-7575-6841-9
  13. 2020年12月11日初版発行（同日発売[62]）、ISBN 978-4-7575-6996-6
  14. 2021年3月12日初版発行（同日発売[63]）、ISBN 978-4-7575-7146-4
  15. 2021年6月11日初版発行（同日発売[64]）、ISBN 978-4-7575-7312-3
  16. 2021年9月10日初版発行（同日発売[65]）、ISBN 978-4-7575-7481-6
  17. 2021年12月10日初版発行（同日発売[66]）、ISBN 978-4-7575-7634-6
  18. 2022年3月11日初版発行（同日発売[67]）、ISBN 978-4-7575-7821-0
  19. 2022年6月10日初版発行（同日発売[68]）、ISBN 978-4-7575-7970-5
  20. 2022年9月12日初版発行（同日発売[69]）、ISBN 978-4-7575-8146-3
  21. 2022年12月12日初版発行（同日発売[70]）、ISBN 978-4-7575-8312-2
  22. 2023年3月10日初版発行（同日発売[71]）、ISBN 978-4-7575-8474-7
  23. 2023年6月12日初版発行（同日発売[72]）、ISBN 978-4-7575-8617-8
  24. 2023年9月12日初版発行（同日発売[73]）、ISBN 978-4-7575-8802-8
  25. 2023年12月12日初版発行（同日発売[74]）、ISBN 978-4-7575-8966-7
  26. 2024年3月12日初版発行（同日発売[75]）、ISBN 978-4-7575-9110-3
  27. 2024年6月12日初版発行（同日発売[76]）、ISBN 978-4-7575-9255-1
  28. 2024年9月12日発売[77]、ISBN 978-4-7575-9426-5
  29. 2024年12月12日発売[78]、ISBN 978-4-7575-9576-7
  30. 2025年3月12日発売[79]、ISBN 978-4-7575-9750-1
  31. 2025年6月12日発売[80]、ISBN 978-4-7575-9902-4

- 月澪&彭傑（漫画）・進行諸島（原作）・風花風花（キャラクター原案） 『殲滅魔導の最強賢者 無才の賢者、魔導を極め最強へ至る』 スクウェア・エニックス〈ガンガンコミックスUP!〉、既刊9巻（2025年3月12日現在）
  1. 2020年12月11日発売[81]、ISBN 978-4-7575-6998-0
  2. 2021年3月12日発売[82]、ISBN 978-4-7575-7147-1
  3. 2021年6月11日発売[83]、ISBN 978-4-7575-7313-0
  4. 2021年9月10日発売[84]、ISBN 978-4-7575-7482-3
  5. 2021年12月10日発売[85]、ISBN 978-4-7575-7635-3
  6. 2022年3月11日発売[86]、ISBN 978-4-7575-7822-7
  7. 2023年3月10日発売[87]、ISBN 978-4-7575-8475-4
  8. 2023年12月12日発売[88]、ISBN 978-4-7575-8967-4
  9. 2025年3月12日発売[89]、ISBN 978-4-7575-9751-8

## テレビアニメ
2021年1月に開催されたオンラインイベント「GA FES 2021 〜GA 15th Anniversary〜」にてテレビアニメ化が発表され、2022年1月から3月までTOKYO MXほかにて放送された。
第1話はアバンタイトルのプロローグで前世で転生するシーンを描いた後、原作の幼少時の話を省略して12歳になったマティアスが王立第二学園入試のため王都に向かうところから本編が始まり、最終話は混沌の魔族ザリディアスを倒して王都を守ったマティアスたちが、魔族の新たな陰謀の阻止のために旅立つ場面で完結した。

### スタッフ
- 原作 - 進行諸島[92]
- キャラクター原案 - 風花風花[92]
- 監督 - 秋田谷典昭[92]
- 副監督 - 髙橋雅之[21]
- シリーズ構成 - 内田裕基[92]
- キャラクターデザイン - 大沢美奈[92]
- プロップデザイン - 真村躍
- 美術監督 - 飯田葉月[92]
- 色彩設計 - 岡田恵沙[92]
- 撮影監督 - 黒澤豊、八木祐理奈[92]
- 編集 - 仙土真希[92]
- 音響監督 - 明田川仁[92]
- 音楽 - Elements Garden（岩橋星実、藤田淳平、都丸椋太）[92]
- 音楽プロデューサー - 西村潤[21]、冨田明宏[21]
- 音楽制作 - NBCユニバーサル・エンターテインメント[21]
- プロデューサー - 松永孝之[21]、秋田規行[21]、成田明浩[21]、藤村智子[21]、太田慎也[21]、伊藤拓己[21]
- プロデュース - 小倉充俊[21]、宮崎誠司[21]、松倉友二[21]、グッドスマイルフィルム[21]
- アニメーション制作プロデューサー - 藤代敦士[21]
- アニメーション制作 - J.C.STAFF[92]
- 製作 - 「失格紋の最強賢者」製作委員会（NBCユニバーサル・エンターテインメント、SBクリエイティブ、グリーエンターテインメント、スクウェア・エニックス、サミー、メディコス・エンタテインメント、グッドスマイルフィルム、J.C.STAFF）

### 主題歌
「Leap of faith」
fripSideによるオープニングテーマ。作詞・作曲は八木沼悟志、編曲は八木沼と齋藤真也。
「Day of Bright Sunshine」
中島由貴によるエンディングテーマ。作詞は陽茉莉-himari-、作曲・編曲は櫻澤ヒカル。

### 各話リスト
| 話数   | サブタイトル               | 脚本     | 絵コンテ          | 演出                  | 作画監督                                                                          | 総作画監督                 | 初放送日      |
| ------ | -------------------------- | -------- | ----------------- | --------------------- | --------------------------------------------------------------------------------- | -------------------------- | ------------- |
| 第1話  | 最強賢者、現る。           | 内田裕基 | 秋田谷典昭        | 宮崎修治              | 谷川亮介 彭佩琦 小川浩司 小野和美 都築裕佳子 大原大                               | 大沢美奈                   | 2022年 1月8日 |
| 第2話  | 最強賢者、迷宮へ。         | 内田裕基 | 高橋雅之          | すずきたくま 國本一徳 | 袴田裕二 金正男 Rad Plus 寿門堂                                                   | 小野和美                   | 1月15日       |
| 第3話  | 最強賢者、竜と出会う。     | 内田裕基 | 羽迫凱            | 羽迫凱                | 清水博幸 斉藤良成 山本雅章 金正男 彭佩琦 小川浩司                                 | 谷川亮介 野田康行          | 1月22日       |
| 第4話  | 最強賢者、潜入する。       | 大西雄仁 | 高田耕一          | 則座誠                | 彭佩琦 斉藤良成 大原大 寿門堂 スタジオギガ Revival                                | 大沢美奈                   | 1月29日       |
| 第5話  | 最強賢者、仲間を得る。     | 小林雄次 | 福島利規          | 福元しんいち          | Kang Hyeon-guk Kim Yu-jin Kim Jeong-suk Shin Eun-ah Hwang Seong-won Lee Seong-jin | 小野和美                   | 2月5日        |
| 第6話  | 最強賢者、学園を出る。     | 内田裕基 | 高橋雅之          | 福島利規 則座誠       | 彭佩琦 斎藤良成 林央剛 村松尚雄 金正男 スタジオギガ Revival                       | 大沢美奈                   | 2月12日       |
| 第7話  | 最強賢者、旅路を往く。     | 大西雄仁 | 高田耕一          | 則座誠                | 斉藤良成 金正男 彭佩琦 林央剛 清水博幸 光の園・アニメーション                     | 小野和美 谷川亮介 大沢美奈 | 2月19日       |
| 第8話  | 最強賢者、街を救う。       | 小林雄次 | 鈴木行            | 村田尚樹              | 袴田裕二 澤口裕也 慧敏 明光 孫偉 Rad Plus 寿門堂                                  | 小野和美 谷川亮介          | 2月26日       |
| 第9話  | 最強賢者、決闘する。       | 小林雄次 | 羽迫凱            | 羽迫凱                | 清水博幸 大原大 山本雅章 村松尚雄 小川浩司 彭佩琦                                 | 小野和美 大沢美奈 谷川亮介 | 3月5日        |
| 第10話 | 最強賢者、連携する。       | 大西雄仁 | 高田耕一          | 福元しんいち          | Kang Hyeon-guk Lee Seong-jin Kim Jeong-suk Shin Eun-ah Kim Jun-o                  | 小野和美 谷川亮介          | 3月12日       |
| 第11話 | 最強賢者、強敵と相対する。 | 内田裕基 | 高橋雅之 福島利規 | 則座誠                | 彭佩琦 清水博幸 光の園・アニメーション スタジオギガ Revival Seven Seas            | 大沢美奈 小野和美 谷川亮介 | 3月19日       |
| 第12話 | 最強賢者、再び旅立つ。     | 内田裕基 | 秋田谷典昭        | 秋田谷典昭 則座誠     | 大原大 小川浩司 金正男 林央剛 彭佩琦                                              | 大沢美奈 小野和美 谷川亮介 | 3月26日       |

### 放送局
| 放送期間                | 放送時間           | 放送局     | 対象地域 | 備考                                 |
| ----------------------- | ------------------ | ---------- | -------- | ------------------------------------ |
| 2022年1月8日 - 3月26日  | 土曜 22:00 - 22:30 | TOKYO MX   | 東京都   |                                      |
|                         |                    | BS11       | 日本全域 | BS放送 / 『ANIME+』枠                |
|                         | 土曜 22:30 - 23:00 | サンテレビ | 兵庫県   |                                      |
| 2022年1月11日 - 3月29日 | 火曜 23:00 - 23:30 | AT-X       | 日本全域 | CS放送 / 字幕放送 / リピート放送あり |

| 配信開始日            | 配信時間                     | 配信サイト |
| --------------------- | ---------------------------- | --- |
| 2022年1月8日          | 土曜 22:00 - 22:30           | ABEMA |
| 2022年1月13日以降順次 | 木曜 0:00 以降順次更新       | dアニメストア Netflix Amazon Prime Video アニメカ U-NEXT アニメ放題 GYAO! FOD バンダイチャンネル hulu TELASA J:COMオンデマンド milplus auスマートパスプレミアム Google Play ひかりTV niconico ビデオマーケット マンガUP! |
| 2022年1月13日         | 木曜 0:30 - 1:00（水曜深夜） | ニコニコ生放送 |

### BD
| 巻 | 発売日        | 収録話         | 規格品番  |
| -- | ------------- | -------------- | --------- |
| 上 | 2022年3月30日 | 第1話 - 第6話  | GNXA-1240 |
| 下 | 2022年4月29日 | 第7話 - 第12話 | GNXA-1250 |

### Webラジオ
2021年7月23日から12月24日まで『失格紋の最強RADIO』が音泉及びYouTubeにて隔週金曜日に配信された。パーソナリティはマティアス=ヒルデスハイマー役の玉城仁菜、ルリイ=アーベントロート役の鈴代紗弓、アルマ=レプシウス役の白石晴香、イリス役の井澤詩織が務める。全12回。2022年1月7日から4月1日までは『失格紋のラジオだもん』とリニューアルして配信された。全7回（通算19回）。

## ゲーム
アルファゲームスによるスマートフォン向けゲーム『失格紋の最強賢者 〜導刻の冒険譚〜The Ultimate Reincarnation』が2022年3月16日にサービス開始予定だったが、iOS版で開始すると別の作品（マリオネットエデン）が起動してしまったことから、3月17日に延期された。
同年7月29日を以ってサービスを終了した。